# Constantino de Liechtenstein
Constantino Ferdinando Maria de Liechtenstein (Constantin Ferdinand Maria; São Galo, 15 de março de 1972 – 5 de dezembro de 2023) foi membro da Casa Principesca do Liechtenstein, terceiro filho do João Adão II e sua esposa, a condessa Maria de Wchinitz e Tettau. Ele foi o CEO do Grupo LGT de 2020 a 2023.
No dia 5 de junho de 1999, Constantino desposou a condessa Marie Gabriele Franciska Kálnoky de Köröspatak (n. 1975). O casal teve três filhos:
- Moritz Emanuel Maria de Liechtenstein, nascido em 27 de maio de 2003 (21 anos), em Nova Iorque.
- Georgina Maximiliane Tatjana Maria de Liechtenstein, nascida em 23 de julho de 2005 (19 anos), em Viena.
- Benedikt Ferdinand Hubertus Maria de Liechtenstein, nascido em 18 de maio de 2008 (16 anos), em Viena.

## Morte
Constantino morreu em 5 de dezembro de 2023, aos 51 anos.